# 武田早絵
武田 早絵（たけだ さえ、1983年12月12日 - ）は、RKB毎日放送のアナウンサー。福岡県福岡市出身。

## 経歴
小学生の頃は、祖母と一緒に詩舞をやっていた。
高校3年生の頃は、美術教師を目指して教育大学の美術科へ進もうとデッサンの勉強をしていたが、受験のためのデッサンには規定があることを知り、自由に描けないことがストレスになって絵を描くことが楽しくなくなったことで、進路を変更することになり1年浪人。河合塾に通っていた頃に世界史にハマって、同塾講師の青木裕司に相談した上で世界史を学ぶ大学へ進むことになる。福岡県立修猷館高等学校を経て立教大学文学部史学科(東洋史専攻)卒業後、2007年に入社。
アナウンサーを目指すようになったのは、テレビであるドキュメンタリー番組を視て心を動かされたことなどがきっかけだったという。なお立教大学在学中、キー局系のTBSアナウンススクールで学んでいた。
直近の女性先輩は川添麻美であるが、地元福岡県出身者としては池尻和佳子が先輩である。
同姓の後輩である武田伊央は同じ福岡市出身であるが血縁関係はない。
私生活では2010年に結婚。ぎりぎりまで可能な範囲で仕事を続け、2012年7月、第1子出産・育児休暇に入った。2013年4月、復職。
RKBラジオ番組表2010年秋号で表紙に登場。撮影はうきは市吉井町の柿農園にて行われ、武田が自ら柿を収穫する場面が表紙を飾っている。
2020年5月31日、自身の担当番組『サンデーウォッチ』にて第2子出産予定のために産前産後休業に入ることを明らかにした。同年8月より産休に入り、2022年9月26日より復職。

## 人物
- 2歳年上の兄がいる。
- 兄が小学校卒業の際、家族で韓国へ旅行（武田にとって初の海外旅行）。
- 天然キャラで担当番組でもファンを掴む。本番でのアナウンス直前におにぎりを食べたり、上司に当たる下田文代にタメ口を効いたりする破天荒ぶりがオンエアで流れた。

## 出演

### テレビ
- サンデーウォッチ（2016年 - 2020年）
- 今日感テレビ リポーター
- デジももタイムズ
- パッションモデル 司会
- たけ団地
3分番宣番組だが、『チャートバスターズR!』に登場するキャラクター（の亜種）“こけてぃっしゅさん”（服部義夫アナウンス部副部長が声をあてているといわれた）との掛け合いが毎回の注目点であった。
- はっとり商店（番宣番組）
後述『たけ団地』の流れを汲む。産休入りぎりぎりまで出演。
- RKBヘッドライン（不定期）
- まじもん！ - 水曜　19:00 -
- タダイマ! - 金曜　中継担当

### ラジオ
- チャートバスターズr!(番組開始〜2011年4月)
- 歌謡曲ヒット情報「私は言いタ～イム!」月曜日“武田早絵のナンデダロー”
この番組は基本的に“女人禁制”だったが、コーナーのみの担当であれば女性は出演可で、川添の例に倣って武田もコーナーを持っていた。もちろん、担当が終われば即退散。
- エンタメバラエティ THE☆ヒット情報（火曜アシスタント）
前述の流れにより番組リニューアル時に正式なメンバー就任。
- RKBゆうらく特等席
- RKB50ニュース
- 空想労働シリーズ サラリーマン 第3・7話（2023年9月5日、10月3日） - 巻貝会獣 サザエデス（第3話）、ギガトン会獣 ストレスドン（第7話） 役[4]
  - 帰りたいサラリーマン　第3話（2024年9月7日） - 店員B 役
- おしゃべり本棚（不定期）
- ＃さえのわっふる(2022年9月26日 - )
- タケちゃんケンちゃんセキラ♪ラ♪ラジオ(2025年4月5日 - ) 土曜 7:00 - 7:30